# Václav Doležal (lední hokejista)
Václav Doležal (1900 – 1977) byl československý hokejista.

## Statistiky

### Klubové statistiky
| 1925-26 | ČSK Vyšehrad | — | — | — | — | — | — | — | — | — | — | — |
| 1926-27 | ČSK Vyšehrad | — | — | — | — | — | — | — | — | — | — | — |

### Reprezentační statistiky
| Rok  | Tým            | Událost | Z | G | A | B | TM |
| ---- | -------------- | ------- | - | - | - | - | -- |
| 1926 | Československo | ME      | 7 | 0 | 0 | 0 | —  |
| 1927 | Československo | ME      | 0 | 0 | 0 | 0 | —  |